# ورزشگاه تیکسی
ورزشگاه تیکسی، که یک ورزشگاه چندمنظوره می‌باشد در شهر شنیانگ، چین ساخته شد؛ گنجایش این ورزشگاه ۳۰٬۰۰۰ نفر می‌باشد.
این ورزشگاه میزبان بازی برگشت فینال جام باشگاه‌های آسیا ۹۰–۱۹۸۹ بوده است.